# Holger Norman-Hansen
Holger Norman-Hansen (2 de gener de 1899 – 26 de març de 1984) fou un mestre d'escacs danès.
Norman-Hansen va jugar representant Dinamarca a les Olimpíades d'escacs següents:
- A la 1ra Olimpíada a Londres 1927 (+11 -2 =2);
- A la 2a Olimpíada a La Haia 1928 (+4 -7 =5);
- A la 3a Olimpíada no oficial a Múnic 1936 (+8 -6 =5).

A l'Olimpíada de 1927 a Londres, hi va guanyar la medalla d'or individual i la medalla de plata per equips. Va fer 12 punts en quinze partides, igualat amb George Alan Thomas.
Fou també Campió danès el 1939 després d'un desempat. També va acabar 1r ex aequo el 1936 però va perdre el desempat.